# Omphalodes scorpioides
Omphalodes scorpioides är en strävbladig växtart som först beskrevs av Thaddeus Peregrinus Haenke, och fick sitt nu gällande namn av Franz von Paula Schrank. Omphalodes scorpioides ingår i släktet lammtungor, och familjen strävbladiga växter. Inga underarter finns listade i Catalogue of Life.

## Bildgalleri

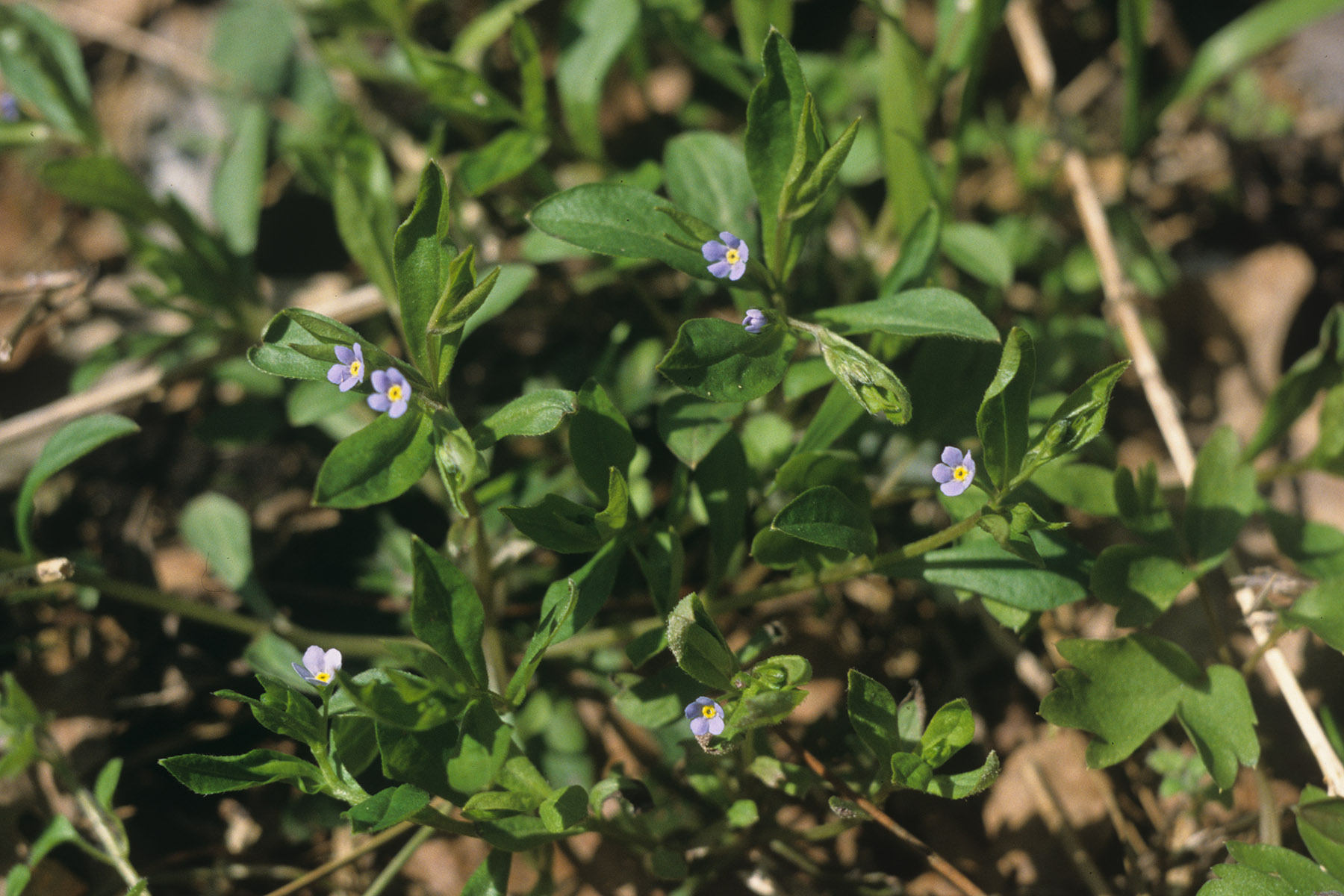
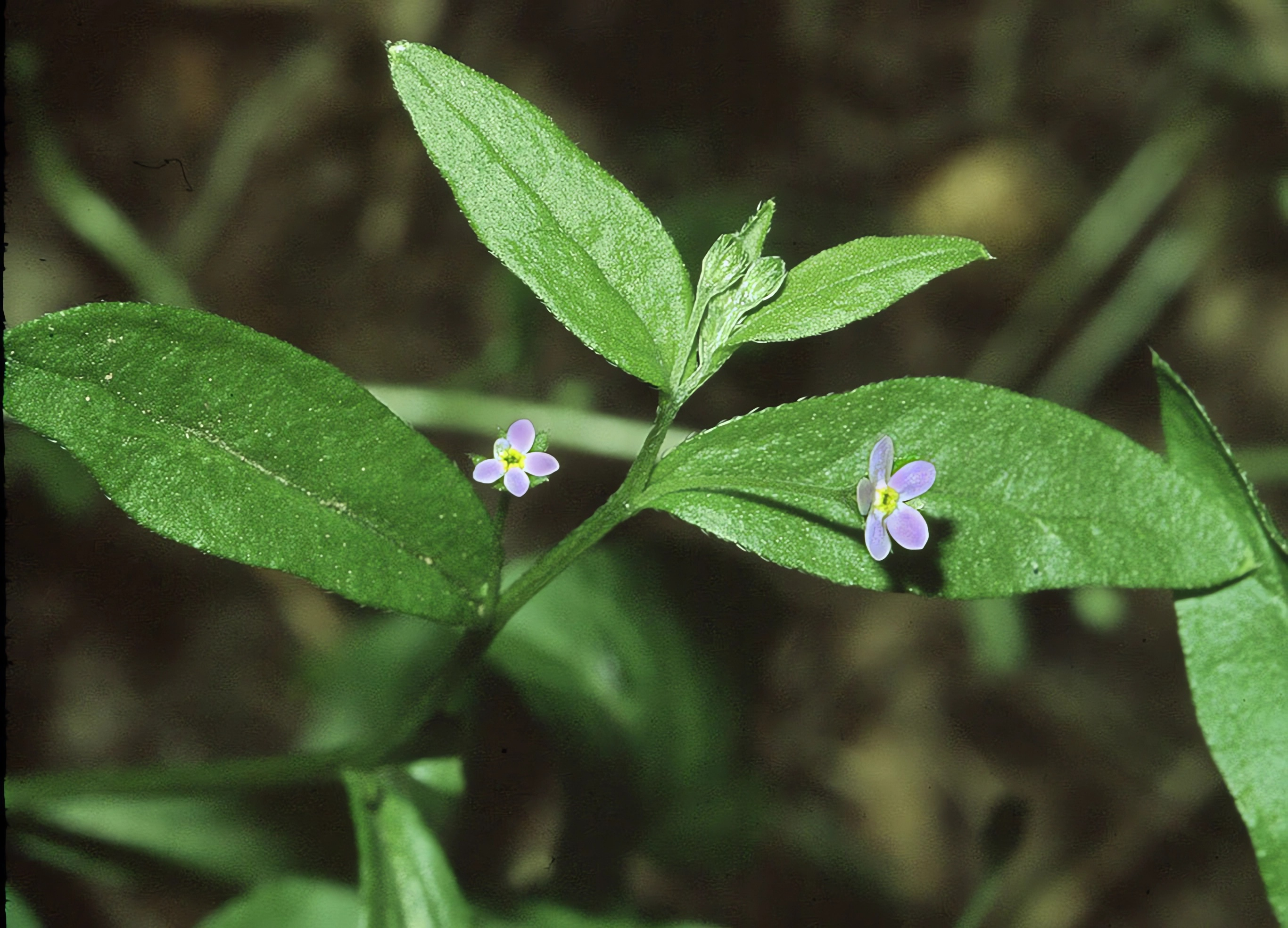
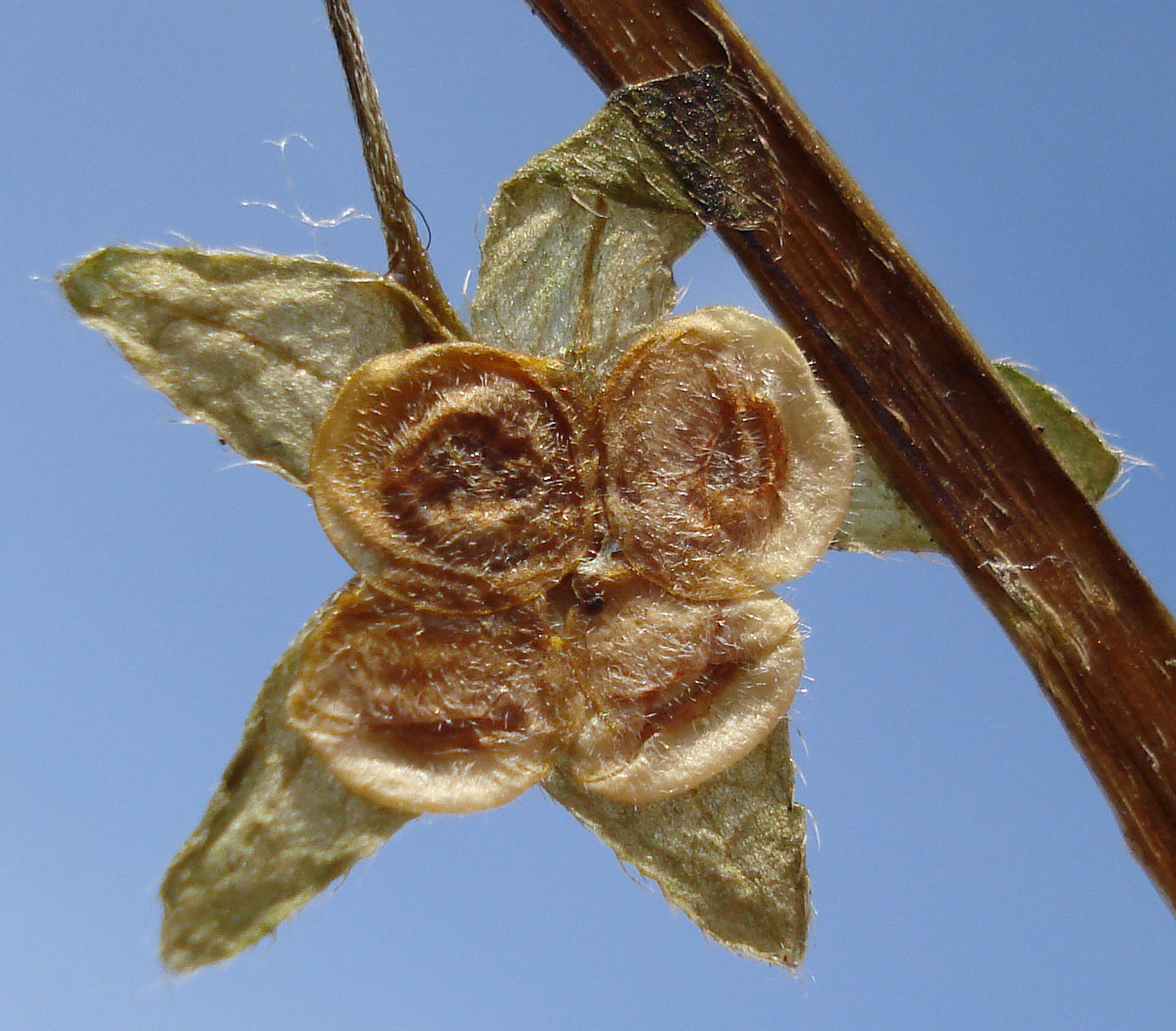
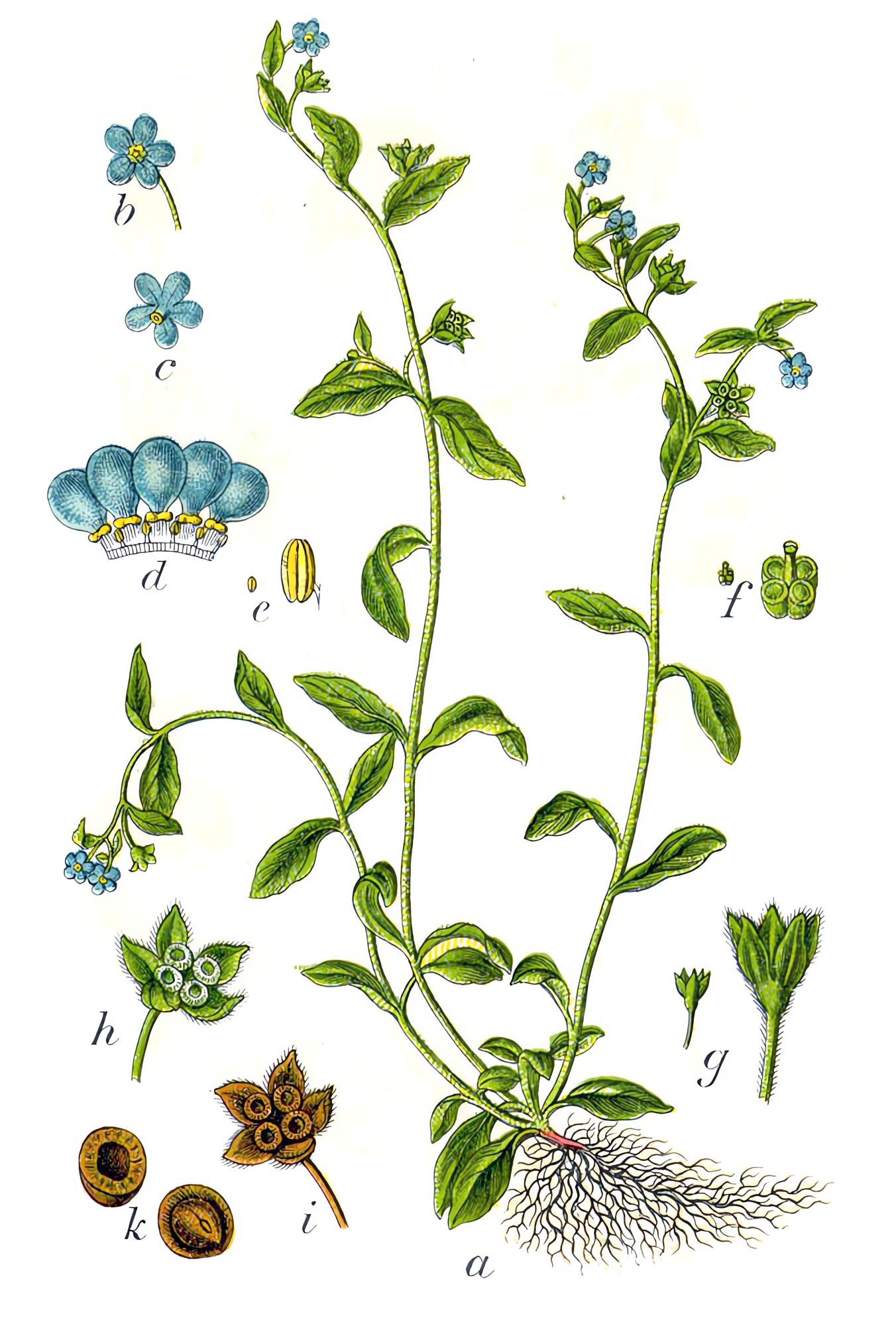
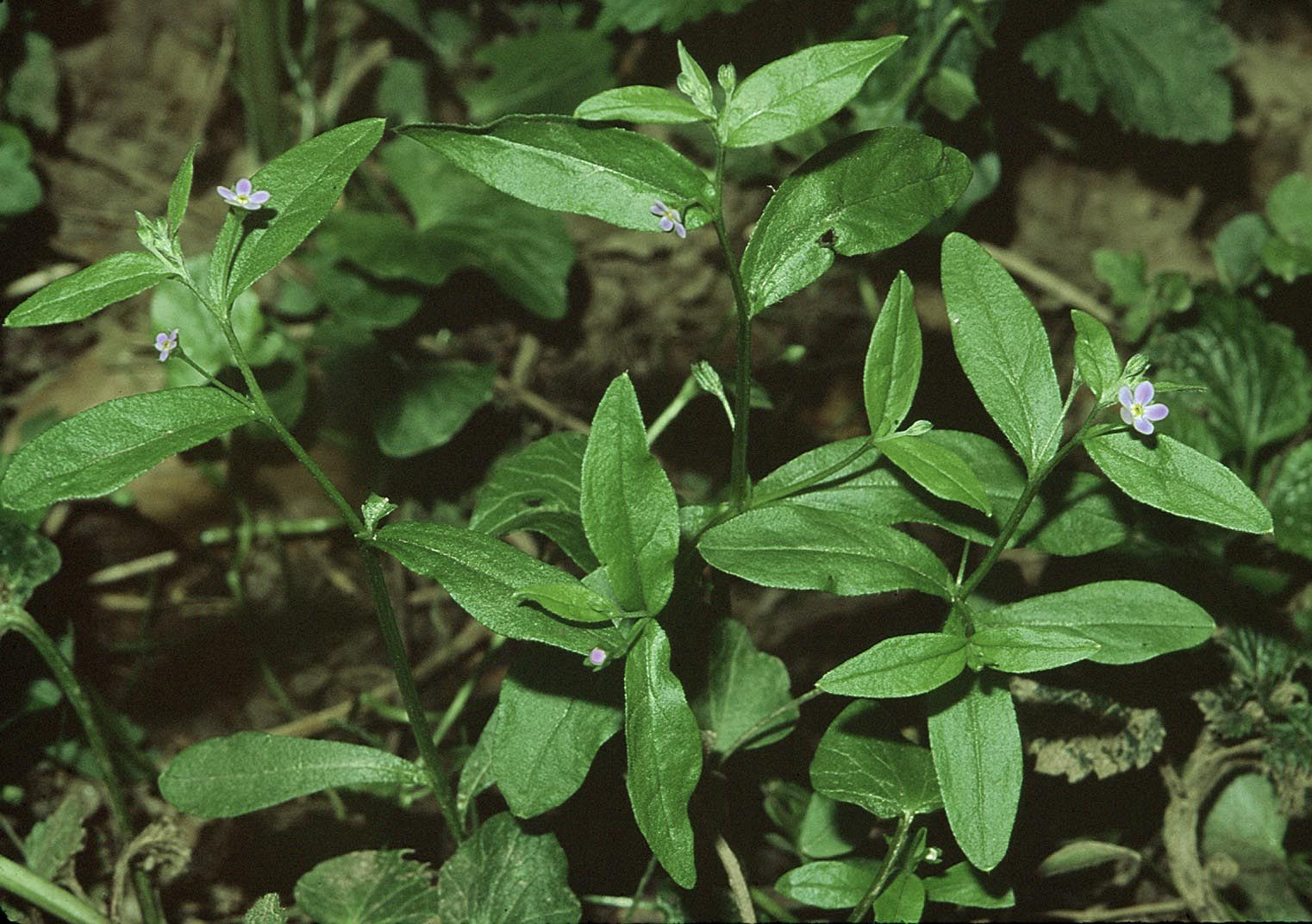